# José Tolosa y Carreras
José Tolosa y Carreras, in catalano Josep Tolosa (Gerona, 20 novembre 1846 – Barcellona, 28 aprile 1916), è stato uno scacchista e compositore di scacchi spagnolo.
È considerato il più importante problemista spagnolo del periodo tra la fine dell'Ottocento e il primo ventennio del Novecento. Pubblicò circa 160 problemi in due e tre mosse. Scrisse il Traité analytique du problème d'échecs, pubblicato a dispense da Numa Preti su La Stratégie e poi come volume a Parigi nel 1892.
Curò la parte problemistica del libro ABC des Échecs di Numa Preti (1895). Fu redattore per la sezione problemi della rivista italo-spagnola « Ruy-Lopez » (edita dal 1895 al 1899) e della rubrica scacchistica del periodico spagnolo « El Campo ». Era anche uno dei più forti giocatori di Barcellona, e un buon giocatore alla cieca.
Di professione era un medico chirurgo.
Dopo la sua morte fu pubblicata una raccolta di suoi problemi, Problemas de ajedrez (Barcellona, 1917).
Due esempi di suoi problemi:
|   | a | b | c | d | e | f | g | h |   |
| 8 | h8 re del nero · a7 donna del bianco · h7 pedone del bianco · c3 pedone del nero · d3 cavallo del bianco · c2 cavallo del bianco · e2 re del bianco · b1 alfiere del bianco | h8 re del nero · a7 donna del bianco · h7 pedone del bianco · c3 pedone del nero · d3 cavallo del bianco · c2 cavallo del bianco · e2 re del bianco · b1 alfiere del bianco | h8 re del nero · a7 donna del bianco · h7 pedone del bianco · c3 pedone del nero · d3 cavallo del bianco · c2 cavallo del bianco · e2 re del bianco · b1 alfiere del bianco | h8 re del nero · a7 donna del bianco · h7 pedone del bianco · c3 pedone del nero · d3 cavallo del bianco · c2 cavallo del bianco · e2 re del bianco · b1 alfiere del bianco | h8 re del nero · a7 donna del bianco · h7 pedone del bianco · c3 pedone del nero · d3 cavallo del bianco · c2 cavallo del bianco · e2 re del bianco · b1 alfiere del bianco | h8 re del nero · a7 donna del bianco · h7 pedone del bianco · c3 pedone del nero · d3 cavallo del bianco · c2 cavallo del bianco · e2 re del bianco · b1 alfiere del bianco | h8 re del nero · a7 donna del bianco · h7 pedone del bianco · c3 pedone del nero · d3 cavallo del bianco · c2 cavallo del bianco · e2 re del bianco · b1 alfiere del bianco | h8 re del nero · a7 donna del bianco · h7 pedone del bianco · c3 pedone del nero · d3 cavallo del bianco · c2 cavallo del bianco · e2 re del bianco · b1 alfiere del bianco | 8 |
| 7 | h8 re del nero · a7 donna del bianco · h7 pedone del bianco · c3 pedone del nero · d3 cavallo del bianco · c2 cavallo del bianco · e2 re del bianco · b1 alfiere del bianco | h8 re del nero · a7 donna del bianco · h7 pedone del bianco · c3 pedone del nero · d3 cavallo del bianco · c2 cavallo del bianco · e2 re del bianco · b1 alfiere del bianco | h8 re del nero · a7 donna del bianco · h7 pedone del bianco · c3 pedone del nero · d3 cavallo del bianco · c2 cavallo del bianco · e2 re del bianco · b1 alfiere del bianco | h8 re del nero · a7 donna del bianco · h7 pedone del bianco · c3 pedone del nero · d3 cavallo del bianco · c2 cavallo del bianco · e2 re del bianco · b1 alfiere del bianco | h8 re del nero · a7 donna del bianco · h7 pedone del bianco · c3 pedone del nero · d3 cavallo del bianco · c2 cavallo del bianco · e2 re del bianco · b1 alfiere del bianco | h8 re del nero · a7 donna del bianco · h7 pedone del bianco · c3 pedone del nero · d3 cavallo del bianco · c2 cavallo del bianco · e2 re del bianco · b1 alfiere del bianco | h8 re del nero · a7 donna del bianco · h7 pedone del bianco · c3 pedone del nero · d3 cavallo del bianco · c2 cavallo del bianco · e2 re del bianco · b1 alfiere del bianco | h8 re del nero · a7 donna del bianco · h7 pedone del bianco · c3 pedone del nero · d3 cavallo del bianco · c2 cavallo del bianco · e2 re del bianco · b1 alfiere del bianco | 7 |
| 6 | h8 re del nero · a7 donna del bianco · h7 pedone del bianco · c3 pedone del nero · d3 cavallo del bianco · c2 cavallo del bianco · e2 re del bianco · b1 alfiere del bianco | h8 re del nero · a7 donna del bianco · h7 pedone del bianco · c3 pedone del nero · d3 cavallo del bianco · c2 cavallo del bianco · e2 re del bianco · b1 alfiere del bianco | h8 re del nero · a7 donna del bianco · h7 pedone del bianco · c3 pedone del nero · d3 cavallo del bianco · c2 cavallo del bianco · e2 re del bianco · b1 alfiere del bianco | h8 re del nero · a7 donna del bianco · h7 pedone del bianco · c3 pedone del nero · d3 cavallo del bianco · c2 cavallo del bianco · e2 re del bianco · b1 alfiere del bianco | h8 re del nero · a7 donna del bianco · h7 pedone del bianco · c3 pedone del nero · d3 cavallo del bianco · c2 cavallo del bianco · e2 re del bianco · b1 alfiere del bianco | h8 re del nero · a7 donna del bianco · h7 pedone del bianco · c3 pedone del nero · d3 cavallo del bianco · c2 cavallo del bianco · e2 re del bianco · b1 alfiere del bianco | h8 re del nero · a7 donna del bianco · h7 pedone del bianco · c3 pedone del nero · d3 cavallo del bianco · c2 cavallo del bianco · e2 re del bianco · b1 alfiere del bianco | h8 re del nero · a7 donna del bianco · h7 pedone del bianco · c3 pedone del nero · d3 cavallo del bianco · c2 cavallo del bianco · e2 re del bianco · b1 alfiere del bianco | 6 |
| 5 | h8 re del nero · a7 donna del bianco · h7 pedone del bianco · c3 pedone del nero · d3 cavallo del bianco · c2 cavallo del bianco · e2 re del bianco · b1 alfiere del bianco | h8 re del nero · a7 donna del bianco · h7 pedone del bianco · c3 pedone del nero · d3 cavallo del bianco · c2 cavallo del bianco · e2 re del bianco · b1 alfiere del bianco | h8 re del nero · a7 donna del bianco · h7 pedone del bianco · c3 pedone del nero · d3 cavallo del bianco · c2 cavallo del bianco · e2 re del bianco · b1 alfiere del bianco | h8 re del nero · a7 donna del bianco · h7 pedone del bianco · c3 pedone del nero · d3 cavallo del bianco · c2 cavallo del bianco · e2 re del bianco · b1 alfiere del bianco | h8 re del nero · a7 donna del bianco · h7 pedone del bianco · c3 pedone del nero · d3 cavallo del bianco · c2 cavallo del bianco · e2 re del bianco · b1 alfiere del bianco | h8 re del nero · a7 donna del bianco · h7 pedone del bianco · c3 pedone del nero · d3 cavallo del bianco · c2 cavallo del bianco · e2 re del bianco · b1 alfiere del bianco | h8 re del nero · a7 donna del bianco · h7 pedone del bianco · c3 pedone del nero · d3 cavallo del bianco · c2 cavallo del bianco · e2 re del bianco · b1 alfiere del bianco | h8 re del nero · a7 donna del bianco · h7 pedone del bianco · c3 pedone del nero · d3 cavallo del bianco · c2 cavallo del bianco · e2 re del bianco · b1 alfiere del bianco | 5 |
| 4 | h8 re del nero · a7 donna del bianco · h7 pedone del bianco · c3 pedone del nero · d3 cavallo del bianco · c2 cavallo del bianco · e2 re del bianco · b1 alfiere del bianco | h8 re del nero · a7 donna del bianco · h7 pedone del bianco · c3 pedone del nero · d3 cavallo del bianco · c2 cavallo del bianco · e2 re del bianco · b1 alfiere del bianco | h8 re del nero · a7 donna del bianco · h7 pedone del bianco · c3 pedone del nero · d3 cavallo del bianco · c2 cavallo del bianco · e2 re del bianco · b1 alfiere del bianco | h8 re del nero · a7 donna del bianco · h7 pedone del bianco · c3 pedone del nero · d3 cavallo del bianco · c2 cavallo del bianco · e2 re del bianco · b1 alfiere del bianco | h8 re del nero · a7 donna del bianco · h7 pedone del bianco · c3 pedone del nero · d3 cavallo del bianco · c2 cavallo del bianco · e2 re del bianco · b1 alfiere del bianco | h8 re del nero · a7 donna del bianco · h7 pedone del bianco · c3 pedone del nero · d3 cavallo del bianco · c2 cavallo del bianco · e2 re del bianco · b1 alfiere del bianco | h8 re del nero · a7 donna del bianco · h7 pedone del bianco · c3 pedone del nero · d3 cavallo del bianco · c2 cavallo del bianco · e2 re del bianco · b1 alfiere del bianco | h8 re del nero · a7 donna del bianco · h7 pedone del bianco · c3 pedone del nero · d3 cavallo del bianco · c2 cavallo del bianco · e2 re del bianco · b1 alfiere del bianco | 4 |
| 3 | h8 re del nero · a7 donna del bianco · h7 pedone del bianco · c3 pedone del nero · d3 cavallo del bianco · c2 cavallo del bianco · e2 re del bianco · b1 alfiere del bianco | h8 re del nero · a7 donna del bianco · h7 pedone del bianco · c3 pedone del nero · d3 cavallo del bianco · c2 cavallo del bianco · e2 re del bianco · b1 alfiere del bianco | h8 re del nero · a7 donna del bianco · h7 pedone del bianco · c3 pedone del nero · d3 cavallo del bianco · c2 cavallo del bianco · e2 re del bianco · b1 alfiere del bianco | h8 re del nero · a7 donna del bianco · h7 pedone del bianco · c3 pedone del nero · d3 cavallo del bianco · c2 cavallo del bianco · e2 re del bianco · b1 alfiere del bianco | h8 re del nero · a7 donna del bianco · h7 pedone del bianco · c3 pedone del nero · d3 cavallo del bianco · c2 cavallo del bianco · e2 re del bianco · b1 alfiere del bianco | h8 re del nero · a7 donna del bianco · h7 pedone del bianco · c3 pedone del nero · d3 cavallo del bianco · c2 cavallo del bianco · e2 re del bianco · b1 alfiere del bianco | h8 re del nero · a7 donna del bianco · h7 pedone del bianco · c3 pedone del nero · d3 cavallo del bianco · c2 cavallo del bianco · e2 re del bianco · b1 alfiere del bianco | h8 re del nero · a7 donna del bianco · h7 pedone del bianco · c3 pedone del nero · d3 cavallo del bianco · c2 cavallo del bianco · e2 re del bianco · b1 alfiere del bianco | 3 |
| 2 | h8 re del nero · a7 donna del bianco · h7 pedone del bianco · c3 pedone del nero · d3 cavallo del bianco · c2 cavallo del bianco · e2 re del bianco · b1 alfiere del bianco | h8 re del nero · a7 donna del bianco · h7 pedone del bianco · c3 pedone del nero · d3 cavallo del bianco · c2 cavallo del bianco · e2 re del bianco · b1 alfiere del bianco | h8 re del nero · a7 donna del bianco · h7 pedone del bianco · c3 pedone del nero · d3 cavallo del bianco · c2 cavallo del bianco · e2 re del bianco · b1 alfiere del bianco | h8 re del nero · a7 donna del bianco · h7 pedone del bianco · c3 pedone del nero · d3 cavallo del bianco · c2 cavallo del bianco · e2 re del bianco · b1 alfiere del bianco | h8 re del nero · a7 donna del bianco · h7 pedone del bianco · c3 pedone del nero · d3 cavallo del bianco · c2 cavallo del bianco · e2 re del bianco · b1 alfiere del bianco | h8 re del nero · a7 donna del bianco · h7 pedone del bianco · c3 pedone del nero · d3 cavallo del bianco · c2 cavallo del bianco · e2 re del bianco · b1 alfiere del bianco | h8 re del nero · a7 donna del bianco · h7 pedone del bianco · c3 pedone del nero · d3 cavallo del bianco · c2 cavallo del bianco · e2 re del bianco · b1 alfiere del bianco | h8 re del nero · a7 donna del bianco · h7 pedone del bianco · c3 pedone del nero · d3 cavallo del bianco · c2 cavallo del bianco · e2 re del bianco · b1 alfiere del bianco | 2 |
| 1 | h8 re del nero · a7 donna del bianco · h7 pedone del bianco · c3 pedone del nero · d3 cavallo del bianco · c2 cavallo del bianco · e2 re del bianco · b1 alfiere del bianco | h8 re del nero · a7 donna del bianco · h7 pedone del bianco · c3 pedone del nero · d3 cavallo del bianco · c2 cavallo del bianco · e2 re del bianco · b1 alfiere del bianco | h8 re del nero · a7 donna del bianco · h7 pedone del bianco · c3 pedone del nero · d3 cavallo del bianco · c2 cavallo del bianco · e2 re del bianco · b1 alfiere del bianco | h8 re del nero · a7 donna del bianco · h7 pedone del bianco · c3 pedone del nero · d3 cavallo del bianco · c2 cavallo del bianco · e2 re del bianco · b1 alfiere del bianco | h8 re del nero · a7 donna del bianco · h7 pedone del bianco · c3 pedone del nero · d3 cavallo del bianco · c2 cavallo del bianco · e2 re del bianco · b1 alfiere del bianco | h8 re del nero · a7 donna del bianco · h7 pedone del bianco · c3 pedone del nero · d3 cavallo del bianco · c2 cavallo del bianco · e2 re del bianco · b1 alfiere del bianco | h8 re del nero · a7 donna del bianco · h7 pedone del bianco · c3 pedone del nero · d3 cavallo del bianco · c2 cavallo del bianco · e2 re del bianco · b1 alfiere del bianco | h8 re del nero · a7 donna del bianco · h7 pedone del bianco · c3 pedone del nero · d3 cavallo del bianco · c2 cavallo del bianco · e2 re del bianco · b1 alfiere del bianco | 1 |
|   | a | b | c | d | e | f | g | h |   |

Soluzione:
1. Cb2!  zugzwang

|   | a | b | c | d | e | f | g | h |   |
| 8 | d8 cavallo del bianco · b6 pedone del nero · f6 pedone del nero · a5 pedone del nero · b5 torre del bianco · f5 cavallo del bianco · a4 pedone del bianco · c4 alfiere del bianco · d4 pedone del bianco · e4 re del nero · g3 re del bianco · h2 pedone del bianco | d8 cavallo del bianco · b6 pedone del nero · f6 pedone del nero · a5 pedone del nero · b5 torre del bianco · f5 cavallo del bianco · a4 pedone del bianco · c4 alfiere del bianco · d4 pedone del bianco · e4 re del nero · g3 re del bianco · h2 pedone del bianco | d8 cavallo del bianco · b6 pedone del nero · f6 pedone del nero · a5 pedone del nero · b5 torre del bianco · f5 cavallo del bianco · a4 pedone del bianco · c4 alfiere del bianco · d4 pedone del bianco · e4 re del nero · g3 re del bianco · h2 pedone del bianco | d8 cavallo del bianco · b6 pedone del nero · f6 pedone del nero · a5 pedone del nero · b5 torre del bianco · f5 cavallo del bianco · a4 pedone del bianco · c4 alfiere del bianco · d4 pedone del bianco · e4 re del nero · g3 re del bianco · h2 pedone del bianco | d8 cavallo del bianco · b6 pedone del nero · f6 pedone del nero · a5 pedone del nero · b5 torre del bianco · f5 cavallo del bianco · a4 pedone del bianco · c4 alfiere del bianco · d4 pedone del bianco · e4 re del nero · g3 re del bianco · h2 pedone del bianco | d8 cavallo del bianco · b6 pedone del nero · f6 pedone del nero · a5 pedone del nero · b5 torre del bianco · f5 cavallo del bianco · a4 pedone del bianco · c4 alfiere del bianco · d4 pedone del bianco · e4 re del nero · g3 re del bianco · h2 pedone del bianco | d8 cavallo del bianco · b6 pedone del nero · f6 pedone del nero · a5 pedone del nero · b5 torre del bianco · f5 cavallo del bianco · a4 pedone del bianco · c4 alfiere del bianco · d4 pedone del bianco · e4 re del nero · g3 re del bianco · h2 pedone del bianco | d8 cavallo del bianco · b6 pedone del nero · f6 pedone del nero · a5 pedone del nero · b5 torre del bianco · f5 cavallo del bianco · a4 pedone del bianco · c4 alfiere del bianco · d4 pedone del bianco · e4 re del nero · g3 re del bianco · h2 pedone del bianco | 8 |
| 7 | d8 cavallo del bianco · b6 pedone del nero · f6 pedone del nero · a5 pedone del nero · b5 torre del bianco · f5 cavallo del bianco · a4 pedone del bianco · c4 alfiere del bianco · d4 pedone del bianco · e4 re del nero · g3 re del bianco · h2 pedone del bianco | d8 cavallo del bianco · b6 pedone del nero · f6 pedone del nero · a5 pedone del nero · b5 torre del bianco · f5 cavallo del bianco · a4 pedone del bianco · c4 alfiere del bianco · d4 pedone del bianco · e4 re del nero · g3 re del bianco · h2 pedone del bianco | d8 cavallo del bianco · b6 pedone del nero · f6 pedone del nero · a5 pedone del nero · b5 torre del bianco · f5 cavallo del bianco · a4 pedone del bianco · c4 alfiere del bianco · d4 pedone del bianco · e4 re del nero · g3 re del bianco · h2 pedone del bianco | d8 cavallo del bianco · b6 pedone del nero · f6 pedone del nero · a5 pedone del nero · b5 torre del bianco · f5 cavallo del bianco · a4 pedone del bianco · c4 alfiere del bianco · d4 pedone del bianco · e4 re del nero · g3 re del bianco · h2 pedone del bianco | d8 cavallo del bianco · b6 pedone del nero · f6 pedone del nero · a5 pedone del nero · b5 torre del bianco · f5 cavallo del bianco · a4 pedone del bianco · c4 alfiere del bianco · d4 pedone del bianco · e4 re del nero · g3 re del bianco · h2 pedone del bianco | d8 cavallo del bianco · b6 pedone del nero · f6 pedone del nero · a5 pedone del nero · b5 torre del bianco · f5 cavallo del bianco · a4 pedone del bianco · c4 alfiere del bianco · d4 pedone del bianco · e4 re del nero · g3 re del bianco · h2 pedone del bianco | d8 cavallo del bianco · b6 pedone del nero · f6 pedone del nero · a5 pedone del nero · b5 torre del bianco · f5 cavallo del bianco · a4 pedone del bianco · c4 alfiere del bianco · d4 pedone del bianco · e4 re del nero · g3 re del bianco · h2 pedone del bianco | d8 cavallo del bianco · b6 pedone del nero · f6 pedone del nero · a5 pedone del nero · b5 torre del bianco · f5 cavallo del bianco · a4 pedone del bianco · c4 alfiere del bianco · d4 pedone del bianco · e4 re del nero · g3 re del bianco · h2 pedone del bianco | 7 |
| 6 | d8 cavallo del bianco · b6 pedone del nero · f6 pedone del nero · a5 pedone del nero · b5 torre del bianco · f5 cavallo del bianco · a4 pedone del bianco · c4 alfiere del bianco · d4 pedone del bianco · e4 re del nero · g3 re del bianco · h2 pedone del bianco | d8 cavallo del bianco · b6 pedone del nero · f6 pedone del nero · a5 pedone del nero · b5 torre del bianco · f5 cavallo del bianco · a4 pedone del bianco · c4 alfiere del bianco · d4 pedone del bianco · e4 re del nero · g3 re del bianco · h2 pedone del bianco | d8 cavallo del bianco · b6 pedone del nero · f6 pedone del nero · a5 pedone del nero · b5 torre del bianco · f5 cavallo del bianco · a4 pedone del bianco · c4 alfiere del bianco · d4 pedone del bianco · e4 re del nero · g3 re del bianco · h2 pedone del bianco | d8 cavallo del bianco · b6 pedone del nero · f6 pedone del nero · a5 pedone del nero · b5 torre del bianco · f5 cavallo del bianco · a4 pedone del bianco · c4 alfiere del bianco · d4 pedone del bianco · e4 re del nero · g3 re del bianco · h2 pedone del bianco | d8 cavallo del bianco · b6 pedone del nero · f6 pedone del nero · a5 pedone del nero · b5 torre del bianco · f5 cavallo del bianco · a4 pedone del bianco · c4 alfiere del bianco · d4 pedone del bianco · e4 re del nero · g3 re del bianco · h2 pedone del bianco | d8 cavallo del bianco · b6 pedone del nero · f6 pedone del nero · a5 pedone del nero · b5 torre del bianco · f5 cavallo del bianco · a4 pedone del bianco · c4 alfiere del bianco · d4 pedone del bianco · e4 re del nero · g3 re del bianco · h2 pedone del bianco | d8 cavallo del bianco · b6 pedone del nero · f6 pedone del nero · a5 pedone del nero · b5 torre del bianco · f5 cavallo del bianco · a4 pedone del bianco · c4 alfiere del bianco · d4 pedone del bianco · e4 re del nero · g3 re del bianco · h2 pedone del bianco | d8 cavallo del bianco · b6 pedone del nero · f6 pedone del nero · a5 pedone del nero · b5 torre del bianco · f5 cavallo del bianco · a4 pedone del bianco · c4 alfiere del bianco · d4 pedone del bianco · e4 re del nero · g3 re del bianco · h2 pedone del bianco | 6 |
| 5 | d8 cavallo del bianco · b6 pedone del nero · f6 pedone del nero · a5 pedone del nero · b5 torre del bianco · f5 cavallo del bianco · a4 pedone del bianco · c4 alfiere del bianco · d4 pedone del bianco · e4 re del nero · g3 re del bianco · h2 pedone del bianco | d8 cavallo del bianco · b6 pedone del nero · f6 pedone del nero · a5 pedone del nero · b5 torre del bianco · f5 cavallo del bianco · a4 pedone del bianco · c4 alfiere del bianco · d4 pedone del bianco · e4 re del nero · g3 re del bianco · h2 pedone del bianco | d8 cavallo del bianco · b6 pedone del nero · f6 pedone del nero · a5 pedone del nero · b5 torre del bianco · f5 cavallo del bianco · a4 pedone del bianco · c4 alfiere del bianco · d4 pedone del bianco · e4 re del nero · g3 re del bianco · h2 pedone del bianco | d8 cavallo del bianco · b6 pedone del nero · f6 pedone del nero · a5 pedone del nero · b5 torre del bianco · f5 cavallo del bianco · a4 pedone del bianco · c4 alfiere del bianco · d4 pedone del bianco · e4 re del nero · g3 re del bianco · h2 pedone del bianco | d8 cavallo del bianco · b6 pedone del nero · f6 pedone del nero · a5 pedone del nero · b5 torre del bianco · f5 cavallo del bianco · a4 pedone del bianco · c4 alfiere del bianco · d4 pedone del bianco · e4 re del nero · g3 re del bianco · h2 pedone del bianco | d8 cavallo del bianco · b6 pedone del nero · f6 pedone del nero · a5 pedone del nero · b5 torre del bianco · f5 cavallo del bianco · a4 pedone del bianco · c4 alfiere del bianco · d4 pedone del bianco · e4 re del nero · g3 re del bianco · h2 pedone del bianco | d8 cavallo del bianco · b6 pedone del nero · f6 pedone del nero · a5 pedone del nero · b5 torre del bianco · f5 cavallo del bianco · a4 pedone del bianco · c4 alfiere del bianco · d4 pedone del bianco · e4 re del nero · g3 re del bianco · h2 pedone del bianco | d8 cavallo del bianco · b6 pedone del nero · f6 pedone del nero · a5 pedone del nero · b5 torre del bianco · f5 cavallo del bianco · a4 pedone del bianco · c4 alfiere del bianco · d4 pedone del bianco · e4 re del nero · g3 re del bianco · h2 pedone del bianco | 5 |
| 4 | d8 cavallo del bianco · b6 pedone del nero · f6 pedone del nero · a5 pedone del nero · b5 torre del bianco · f5 cavallo del bianco · a4 pedone del bianco · c4 alfiere del bianco · d4 pedone del bianco · e4 re del nero · g3 re del bianco · h2 pedone del bianco | d8 cavallo del bianco · b6 pedone del nero · f6 pedone del nero · a5 pedone del nero · b5 torre del bianco · f5 cavallo del bianco · a4 pedone del bianco · c4 alfiere del bianco · d4 pedone del bianco · e4 re del nero · g3 re del bianco · h2 pedone del bianco | d8 cavallo del bianco · b6 pedone del nero · f6 pedone del nero · a5 pedone del nero · b5 torre del bianco · f5 cavallo del bianco · a4 pedone del bianco · c4 alfiere del bianco · d4 pedone del bianco · e4 re del nero · g3 re del bianco · h2 pedone del bianco | d8 cavallo del bianco · b6 pedone del nero · f6 pedone del nero · a5 pedone del nero · b5 torre del bianco · f5 cavallo del bianco · a4 pedone del bianco · c4 alfiere del bianco · d4 pedone del bianco · e4 re del nero · g3 re del bianco · h2 pedone del bianco | d8 cavallo del bianco · b6 pedone del nero · f6 pedone del nero · a5 pedone del nero · b5 torre del bianco · f5 cavallo del bianco · a4 pedone del bianco · c4 alfiere del bianco · d4 pedone del bianco · e4 re del nero · g3 re del bianco · h2 pedone del bianco | d8 cavallo del bianco · b6 pedone del nero · f6 pedone del nero · a5 pedone del nero · b5 torre del bianco · f5 cavallo del bianco · a4 pedone del bianco · c4 alfiere del bianco · d4 pedone del bianco · e4 re del nero · g3 re del bianco · h2 pedone del bianco | d8 cavallo del bianco · b6 pedone del nero · f6 pedone del nero · a5 pedone del nero · b5 torre del bianco · f5 cavallo del bianco · a4 pedone del bianco · c4 alfiere del bianco · d4 pedone del bianco · e4 re del nero · g3 re del bianco · h2 pedone del bianco | d8 cavallo del bianco · b6 pedone del nero · f6 pedone del nero · a5 pedone del nero · b5 torre del bianco · f5 cavallo del bianco · a4 pedone del bianco · c4 alfiere del bianco · d4 pedone del bianco · e4 re del nero · g3 re del bianco · h2 pedone del bianco | 4 |
| 3 | d8 cavallo del bianco · b6 pedone del nero · f6 pedone del nero · a5 pedone del nero · b5 torre del bianco · f5 cavallo del bianco · a4 pedone del bianco · c4 alfiere del bianco · d4 pedone del bianco · e4 re del nero · g3 re del bianco · h2 pedone del bianco | d8 cavallo del bianco · b6 pedone del nero · f6 pedone del nero · a5 pedone del nero · b5 torre del bianco · f5 cavallo del bianco · a4 pedone del bianco · c4 alfiere del bianco · d4 pedone del bianco · e4 re del nero · g3 re del bianco · h2 pedone del bianco | d8 cavallo del bianco · b6 pedone del nero · f6 pedone del nero · a5 pedone del nero · b5 torre del bianco · f5 cavallo del bianco · a4 pedone del bianco · c4 alfiere del bianco · d4 pedone del bianco · e4 re del nero · g3 re del bianco · h2 pedone del bianco | d8 cavallo del bianco · b6 pedone del nero · f6 pedone del nero · a5 pedone del nero · b5 torre del bianco · f5 cavallo del bianco · a4 pedone del bianco · c4 alfiere del bianco · d4 pedone del bianco · e4 re del nero · g3 re del bianco · h2 pedone del bianco | d8 cavallo del bianco · b6 pedone del nero · f6 pedone del nero · a5 pedone del nero · b5 torre del bianco · f5 cavallo del bianco · a4 pedone del bianco · c4 alfiere del bianco · d4 pedone del bianco · e4 re del nero · g3 re del bianco · h2 pedone del bianco | d8 cavallo del bianco · b6 pedone del nero · f6 pedone del nero · a5 pedone del nero · b5 torre del bianco · f5 cavallo del bianco · a4 pedone del bianco · c4 alfiere del bianco · d4 pedone del bianco · e4 re del nero · g3 re del bianco · h2 pedone del bianco | d8 cavallo del bianco · b6 pedone del nero · f6 pedone del nero · a5 pedone del nero · b5 torre del bianco · f5 cavallo del bianco · a4 pedone del bianco · c4 alfiere del bianco · d4 pedone del bianco · e4 re del nero · g3 re del bianco · h2 pedone del bianco | d8 cavallo del bianco · b6 pedone del nero · f6 pedone del nero · a5 pedone del nero · b5 torre del bianco · f5 cavallo del bianco · a4 pedone del bianco · c4 alfiere del bianco · d4 pedone del bianco · e4 re del nero · g3 re del bianco · h2 pedone del bianco | 3 |
| 2 | d8 cavallo del bianco · b6 pedone del nero · f6 pedone del nero · a5 pedone del nero · b5 torre del bianco · f5 cavallo del bianco · a4 pedone del bianco · c4 alfiere del bianco · d4 pedone del bianco · e4 re del nero · g3 re del bianco · h2 pedone del bianco | d8 cavallo del bianco · b6 pedone del nero · f6 pedone del nero · a5 pedone del nero · b5 torre del bianco · f5 cavallo del bianco · a4 pedone del bianco · c4 alfiere del bianco · d4 pedone del bianco · e4 re del nero · g3 re del bianco · h2 pedone del bianco | d8 cavallo del bianco · b6 pedone del nero · f6 pedone del nero · a5 pedone del nero · b5 torre del bianco · f5 cavallo del bianco · a4 pedone del bianco · c4 alfiere del bianco · d4 pedone del bianco · e4 re del nero · g3 re del bianco · h2 pedone del bianco | d8 cavallo del bianco · b6 pedone del nero · f6 pedone del nero · a5 pedone del nero · b5 torre del bianco · f5 cavallo del bianco · a4 pedone del bianco · c4 alfiere del bianco · d4 pedone del bianco · e4 re del nero · g3 re del bianco · h2 pedone del bianco | d8 cavallo del bianco · b6 pedone del nero · f6 pedone del nero · a5 pedone del nero · b5 torre del bianco · f5 cavallo del bianco · a4 pedone del bianco · c4 alfiere del bianco · d4 pedone del bianco · e4 re del nero · g3 re del bianco · h2 pedone del bianco | d8 cavallo del bianco · b6 pedone del nero · f6 pedone del nero · a5 pedone del nero · b5 torre del bianco · f5 cavallo del bianco · a4 pedone del bianco · c4 alfiere del bianco · d4 pedone del bianco · e4 re del nero · g3 re del bianco · h2 pedone del bianco | d8 cavallo del bianco · b6 pedone del nero · f6 pedone del nero · a5 pedone del nero · b5 torre del bianco · f5 cavallo del bianco · a4 pedone del bianco · c4 alfiere del bianco · d4 pedone del bianco · e4 re del nero · g3 re del bianco · h2 pedone del bianco | d8 cavallo del bianco · b6 pedone del nero · f6 pedone del nero · a5 pedone del nero · b5 torre del bianco · f5 cavallo del bianco · a4 pedone del bianco · c4 alfiere del bianco · d4 pedone del bianco · e4 re del nero · g3 re del bianco · h2 pedone del bianco | 2 |
| 1 | d8 cavallo del bianco · b6 pedone del nero · f6 pedone del nero · a5 pedone del nero · b5 torre del bianco · f5 cavallo del bianco · a4 pedone del bianco · c4 alfiere del bianco · d4 pedone del bianco · e4 re del nero · g3 re del bianco · h2 pedone del bianco | d8 cavallo del bianco · b6 pedone del nero · f6 pedone del nero · a5 pedone del nero · b5 torre del bianco · f5 cavallo del bianco · a4 pedone del bianco · c4 alfiere del bianco · d4 pedone del bianco · e4 re del nero · g3 re del bianco · h2 pedone del bianco | d8 cavallo del bianco · b6 pedone del nero · f6 pedone del nero · a5 pedone del nero · b5 torre del bianco · f5 cavallo del bianco · a4 pedone del bianco · c4 alfiere del bianco · d4 pedone del bianco · e4 re del nero · g3 re del bianco · h2 pedone del bianco | d8 cavallo del bianco · b6 pedone del nero · f6 pedone del nero · a5 pedone del nero · b5 torre del bianco · f5 cavallo del bianco · a4 pedone del bianco · c4 alfiere del bianco · d4 pedone del bianco · e4 re del nero · g3 re del bianco · h2 pedone del bianco | d8 cavallo del bianco · b6 pedone del nero · f6 pedone del nero · a5 pedone del nero · b5 torre del bianco · f5 cavallo del bianco · a4 pedone del bianco · c4 alfiere del bianco · d4 pedone del bianco · e4 re del nero · g3 re del bianco · h2 pedone del bianco | d8 cavallo del bianco · b6 pedone del nero · f6 pedone del nero · a5 pedone del nero · b5 torre del bianco · f5 cavallo del bianco · a4 pedone del bianco · c4 alfiere del bianco · d4 pedone del bianco · e4 re del nero · g3 re del bianco · h2 pedone del bianco | d8 cavallo del bianco · b6 pedone del nero · f6 pedone del nero · a5 pedone del nero · b5 torre del bianco · f5 cavallo del bianco · a4 pedone del bianco · c4 alfiere del bianco · d4 pedone del bianco · e4 re del nero · g3 re del bianco · h2 pedone del bianco | d8 cavallo del bianco · b6 pedone del nero · f6 pedone del nero · a5 pedone del nero · b5 torre del bianco · f5 cavallo del bianco · a4 pedone del bianco · c4 alfiere del bianco · d4 pedone del bianco · e4 re del nero · g3 re del bianco · h2 pedone del bianco | 1 |
|   | a | b | c | d | e | f | g | h |   |

Soluzione:
1. Txa6!  (min. 2. Cb7 e 3. Cd6#)
1... b5  2. Axb5  Rd5/Rxf5  3. Ad3#